# 拉丁教士集

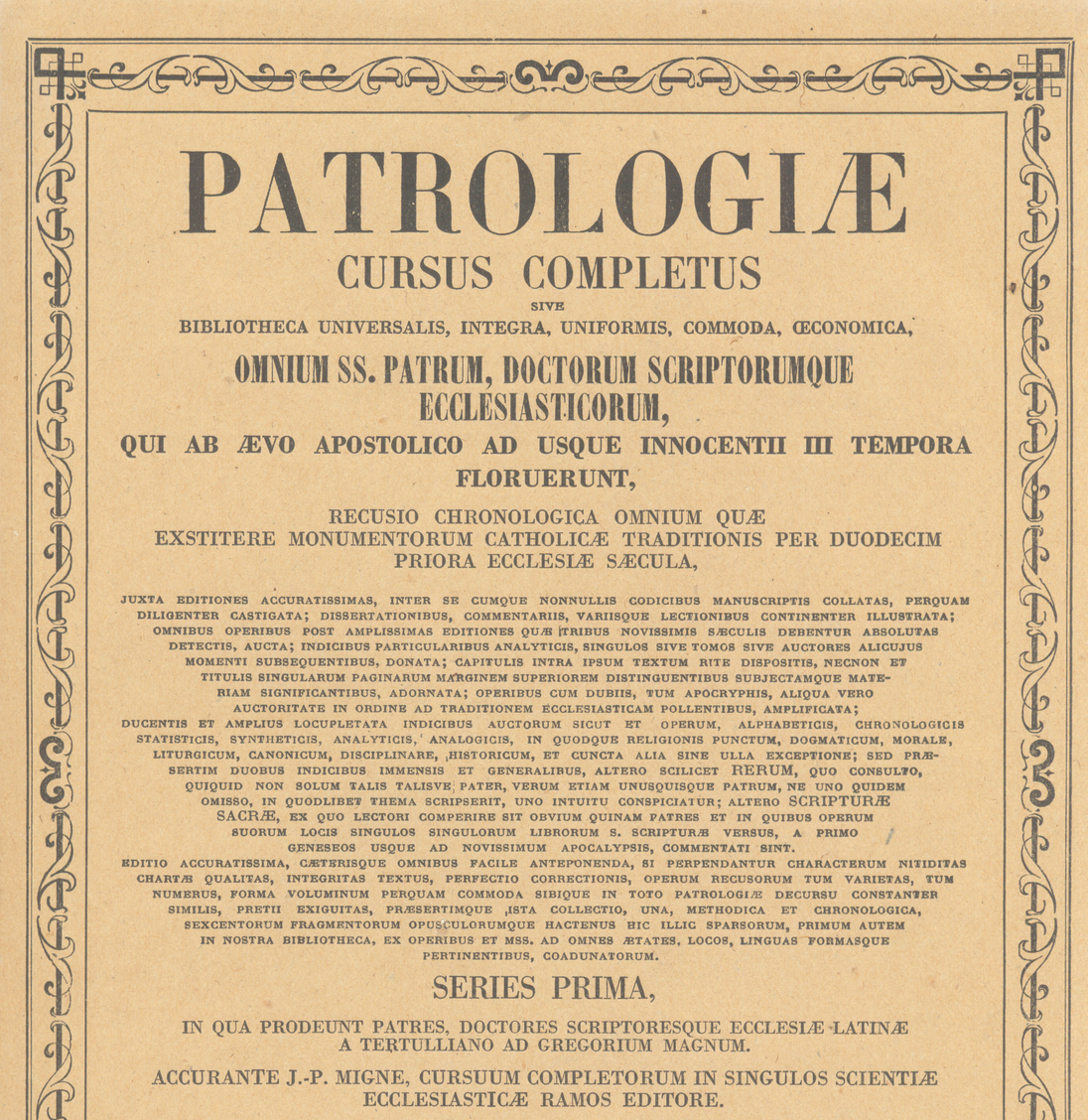
Patrologia Latina 書影

拉丁教士集（拉丁語：Patrologia Latina），簡稱PL、ML（Migne Latina之首字母），是由法国天主教神父雅克·保罗·米涅印刷的拉丁語天主教作品叢書，收錄時間下至英诺森三世。
米涅籌辦《拉丁教士集》一書時，原想收錄至宗教改革之前，但因爲中世紀晚期經院哲學大興、相關作品過多而放棄，故截至十三世紀。
因工程浩大，《拉丁教士集》基本限於影印當時已有的版本，而未能再做額外的校勘工作，影印底本亦非盡爲當時善本。故《拉丁教士集》以當今的文本校勘標準看，很不合格。然而因為《拉丁教士集》比較容易購讀，收錄廣泛（有很多收錄作品至今尚未有校勘版），至今仍常常使用。
蘇黎世大學已將《拉丁教士集》文本數位化，公開在網上發佈。

## 另見
- 教会拉丁作者文集（Corpus Scriptorum Ecclesiasticorum Latinorum）
- 基督教著作全集（Corpus Christianorum）